# Séned
Séned (ou Senedj) est un roi de la IIe dynastie pendant la période thinite. Il est possible qu'il soit le successeur d'Ouneg, les avis des spécialistes étant très partagés. Son règne est situé vers les XXVIIIe siècle et XXVIIe siècle avant l'ère commune.

## Attestations

### Sources contemporaines ou de l'Ancien Empire

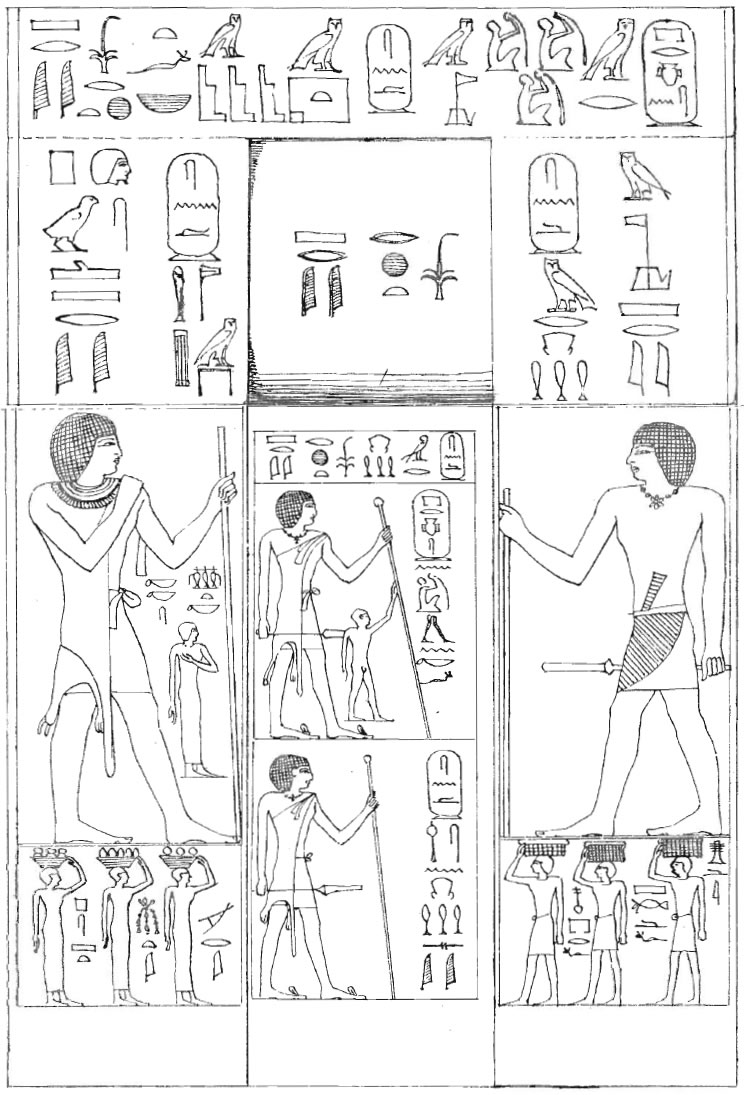
Fausse-porte de la tombe de Shery mentionnant les noms de Sened et Péribsen.

La seule inscription connue probablement contemporaine du règne de Séned a été trouvée en 1909 par l'égyptologue Uvo Hölscher, qui a participé aux fouilles du temple de Khéphren et Mykérinos à Gizeh. Hölscher a trouvé un petit éclat de diorite à paroi mince et polie, qui appartenait autrefois à un bol plat. Une inscription incisée donne la lecture : Le roi de Haute et Basse-Égypte, Séned (Nsw.t-bjty Snd). L'inscription va de droite à gauche et dépasse la ligne de cassure, mais le nom du roi reste reconstructible. Le précieux artefact a été publié en 1912,,.
La source suivante se référant au roi Séned remonte au début ou au milieu de la IVe dynastie. Le nom, écrit dans un cartouche, apparaît dans l'inscription sur une fausse porte appartenant au mastaba du grand prêtre Shery à Saqqarah. Shery avait les titres de « surveillant de tous les prêtres-ouâb du roi Péribsen dans la nécropole du roi Séned », « surveillant des prêtres du ka du roi Séned » et « serviteur du Dieu Séned ». Le nom de Séned est écrit sous une forme archaïque et placé dans un cartouche, ce qui est un anachronisme, puisque le cartouche lui-même n'a été utilisé qu'à la fin de la IIIe dynastie,,,. L'égyptologue Dietrich Wildung désigne deux autres prêtres et parents possibles de Shery, qui ont également participé au culte funéraire de Séned : Inkef et Siy.
L'égyptologue Peter Munro a écrit un rapport sur l'existence d'une inscription sur une brique estampée montrant le nom du cartouche Néfer-Sénedj-Rê, qu'il croit être une version de Sénedj. Mais comme la découverte n'a jamais été photographiée ni dessinée et que l'objet présumé s'est perdu entre-temps, l'affirmation de Munro est fortement remise en question par de nombreux chercheurs ou est considéré comme un document datant d'un roi obscur et non attesté par ailleurs de la Deuxième Période intermédiaire, ce type de brique n'étant apparu dans le registre archéologique qu'au tout début de la XVIIIe dynastie. 
| M23 · X1 | L2 · X1 | S29 | N35 · D46 |

| M23 · X1 | L2 · X1 | S29 | N35 · D46 |

| M23 · X1 | L2 · X1 | S29 | N35 · D46 |

| M23 · X1 | L2 · X1 | S29 | N35 · D46 |

| S29 | N35 · D46 |

| S29 | N35 · D46 |

| S29 | N35 · D46 |

| S29 | N35 · D46 |

| S29 | N35 · D46 |

| S29 | N35 · D46 |

| S29 | N35 · D46 |

| S29 | N35 · D46 |

| S29 | N35 · D46 |

| S29 | N35 · D46 |

| S29 | N35 · D46 |

| S29 | N35 · D46 |

| S29 | N35 · D46 |

| S29 | N35 · D46 |

| S29 | N35 · D46 |

| S29 | N35 · D46 |

### Sources postérieures
Séned est présent dans les listes royales de l'époque ramesside mais, dans ces dernières, son cartouche est écrit différemment suivant les listes et se lit systématiquement Sénedj et non plus Séned :
- la liste royale d'Abydos, datée du règne de Séthi Ier (XIXe dynastie), dans laquelle le nom est inscrit à la treizième position[11],
- le canon royal de Turin, daté de la XIXe dynastie,  dans lequel le nom est inscrit à la vingt-quatrième position de la troisième colonne ; le papyrus lui attribue une vie de cinquante-quatre ans[11],
- la table de Saqqarah, datée du règne de Ramsès II (XIXe dynastie), dans laquelle le nom est inscrit à la septième position[11].

Séned est également mentionné dans le papyrus papyrus Berlin 3038, daté de la XIXe dynastie, qui contient des prescriptions médicales et des thérapies pour de nombreuses maladies. L'une d'entre elles donne des instructions pour traiter les crampes aux pieds et se termine par l'affirmation que la recette de la pommade provient d'un livre de récipients. Ce livre est censé provenir de l'époque du roi Den (Ire dynastie). Le roi Sénedj aurait reçu le livre en cadeau d'héritage.
Le roi est également nommé sur un cercueil d'une femme découvert à Dra Abou el-Naga en 1862-1963 et datant de la fin de la XVIIe dynastie ou du début de la XVIIIe dynastie ; sur ce cercueil étaient inscrits huit cartouches dont celui de Séned en première position, un deuxième en lacune, tandis que les six autres correspondent à des rois du Moyen Empire et de la Deuxième Période intermédiaire.
La dernière mention du roi apparaît sur une petite statuette en bronze en forme du roi agenouillé portant la couronne blanche de Haute-Égypte et tenant des encensoirs dans ses mains. La figurine porte une ceinture où est gravé au dos Nesout Séned,,,.
Enfin, Manéthon le nomme Séthenès (Σεθενης) et lui compte une durée de vie de quarante et un ans.
| S29 | N35 · D46 | M17 |

| S29 | N35 · D46 | M17 |

| S29 | N35 · D46 | M17 |

| S29 | N35 · D46 | M17 |

| S29 | N35 · D46 | M17 |

| S29 | N35 · D46 | M17 |

| S29 | N35 · D46 | M17 |

| S29 | N35 · D46 | M17 |

| S29 | N35 · D46 | M17 |

| S29 | N35 · D46 | M17 |

| S29 | N35 · D46 | M17 |

| S29 | N35 · D46 | M17 |

| S29 | N35 · D46 | M17 |

| S29 | N35 · D46 | M17 |

| S29 | N35 · D46 | M17 |

| S29 | N35 · D46 | M17 |

| G54 |

| G54 |

| G54 |

| G54 |

| G54 |

| G54 |

| G54 |

| G54 |

| G54 |

| G54 |

| G54 |

| G54 |

| G54 |

| G54 |

| G54 |

| G54 |

| G54 | HASH |

| G54 | HASH |

| G54 | HASH |

| G54 | HASH |

| G54 | HASH |

| G54 | HASH |

| G54 | HASH |

| G54 | HASH |

| G54 | HASH |

| G54 | HASH |

| G54 | HASH |

| G54 | HASH |

| G54 | HASH |

| G54 | HASH |

| G54 | HASH |

| G54 | HASH |

| M23 | S29 | N35 · D46 |

| M23 | S29 | N35 · D46 |

| M23 | S29 | N35 · D46 |

| M23 | S29 | N35 · D46 |

| M23 | S29 | N35 · D46 |

| M23 | S29 | N35 · D46 |

| M23 | S29 | N35 · D46 |

| M23 | S29 | N35 · D46 |

| M23 | S29 | N35 · D46 |

| M23 | S29 | N35 · D46 |

| M23 | S29 | N35 · D46 |

| M23 | S29 | N35 · D46 |

| M23 | S29 | N35 · D46 |

| M23 | S29 | N35 · D46 |

| M23 | S29 | N35 · D46 |

| M23 | S29 | N35 · D46 |

## Identité

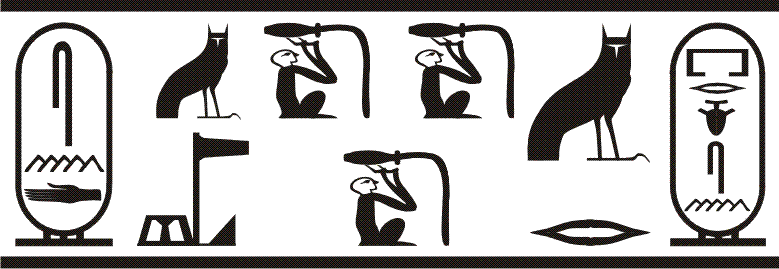
Inscription sur la fausse-porte de Shery mentionnant Séned et Péribsen.

L'inscription du bol indique que Séned est le nom de Nebty du roi, tout comme le nom Péribsen qui est lui à la fois le nom de Nebty et celui d'Horus. Le nom d'Horus de Séned reste par contre inconnu.
Une inscription sur la fausse-porte de Shery pourrait indiquer que Séned est identique au roi Seth-Péribsen et que le nom Séned a été apporté dans les listes de parents, parce qu'il n'était pas permis de mentionner un nom de Seth,. D'autres égyptologues, comme Wolfgang Helck et Dietrich Wildung, n'en sont pas si sûrs et croient que Séned et Péribsen étaient deux souverains différents. Ils soulignent que l'inscription de la fausse-porte porte les noms des deux rois de manière strictement séparés l'un de l'autre,. De plus, Wildung pense que Séned a fait don d'une chapelle d'offrande à Péribsen dans sa nécropole. Cette théorie est à son tour remise en question par Helck et Hermann Alexander Schlögl, qui pointent du doigt les sceaux d'argile du roi Sekhemib trouvé dans la zone d'entrée de la tombe de Péribsen, ce qui pourrait prouver que c'est Sekhemib, et non Séned, qui a enterré Péribsen,. Toby Wilkinson pense quant à lui que si les cultes funéraires de Séned et Péribsen étaient liés, c'est parce que ces deux rois auraient régné de manière contemporaine, Séned au nord et Péribsen au sud, et surtout de manière pacifique.

## Règne
La durée de règne indiquées  par Manéthon, soit quarante et un ans, est considérée comme étant beaucoup trop longue par les chercheurs, qui considère que son règne devait être court, une dizaine d'années selon les chronologies de von Beckerath et Málek. Le Canon royal de Turin lui compte une durée de vie de cinquante-quatre ans, ce qui n'est pas incompatible avec une durée de règne d'une dizaine d'années s'il a accédé au trône relativement vieux.
Il n'est pas certain que Séned ait régné sur toute l'Égypte ou seulement sur une partie du territoire qui serait la Basse-Égypte. Il est aussi possible que l'Égypte ait été divisée après son règne et non avant. Toutes les listes connues comme la table de Saqqarah, le Canon royal de Turin et la liste d'Abydos énumèrent un roi Ouadjenes (peut-être Ouneg) comme prédécesseur de Séned. Après Séned, les listes royales diffèrent les unes des autres en ce qui concerne les successeurs. Alors que la table de Saqqarah et le Canon royal de Turin mentionnent trois rois avant le dernier roi de la IIe dynastie (Néferkarê/Âaka Ier, Néferkasokar et un nom en lacune), la liste d'Abydos les ignore et mentionne un roi Djadjay (identique au roi Khâsekhemouy). Si l'Égypte était déjà divisée lorsque Séned gagna le trône, des rois comme Sekhemib et Péribsen auraient régné en Haute-Égypte, tandis que Nebty-Ouneg, Séned, et des rois dont les noms auraient été retranscrits à l'époque ramesside comme étant Néferfarê/Âaka, Néferfasokar et un nom en lacune, auraient régné en Basse-Égypte. Le roi Khâsekhemouy mit fin à la division de l'Égypte.

## Sépulture
Le lieu d'inhumation de Séned est inconnu mais la plupart des chercheurs considère que sa tombe devrait se situer à Saqqarah, relativement proche des tombes d'Hotepsekhemouy et Nynetjer. De plus, Shery étant enterré à Saqqarah, il est donc probable que Séned y soit enterré également, les prêtres mortuaires n'étant pas enterrés très loin du roi pour qui ils avaient pratiqué le culte mortuaire,. Il a été suggéré que les galeries du massif occidental du complexe funéraire du roi Djéser (IIIe dynastie) était à l'origine la tombe de Séned, mais Toby Wilkinson considère qu'il y a un manque de preuve, tandis que Aidan Dodson pense qu'elles doivent dater du règne de Djéser lui-même.